# Johannes Virolainen
Johannes Virolainen (Vyborg, 31 gennaio 1914 – Lohja, 11 dicembre 2000) è stato un politico finlandese, esponente della Lega Agraria e primo ministro della Finlandia dal 12 settembre 1964 al 27 maggio 1966.
Nella sua lunga vita politica ha ricoperto anche per tre volte l'incarico di ministro degli Esteri (dal 1954 al 1956, nel 1957 e nel 1958) e due volte quello di Presidente del Parlamento finlandese (dal 1966 al 1968 e dal 1979 al 1982).